# Alaginci
Alaginci är en ort i Kroatien. Den ligger i länet Slavonien, i den östra delen av landet, 140 km öster om huvudstaden Zagreb. Alaginci ligger 187 meter över havet och antalet invånare är 198.
Terrängen runt Alaginci är platt norrut, men söderut är den kuperad. Runt Alaginci är det ganska glesbefolkat, med 35 invånare per kvadratkilometer. Närmaste större samhälle är Požega, 2,9 km sydväst om Alaginci. Trakten runt Alaginci består till största delen av jordbruksmark.